# Kazimierz Michałowski

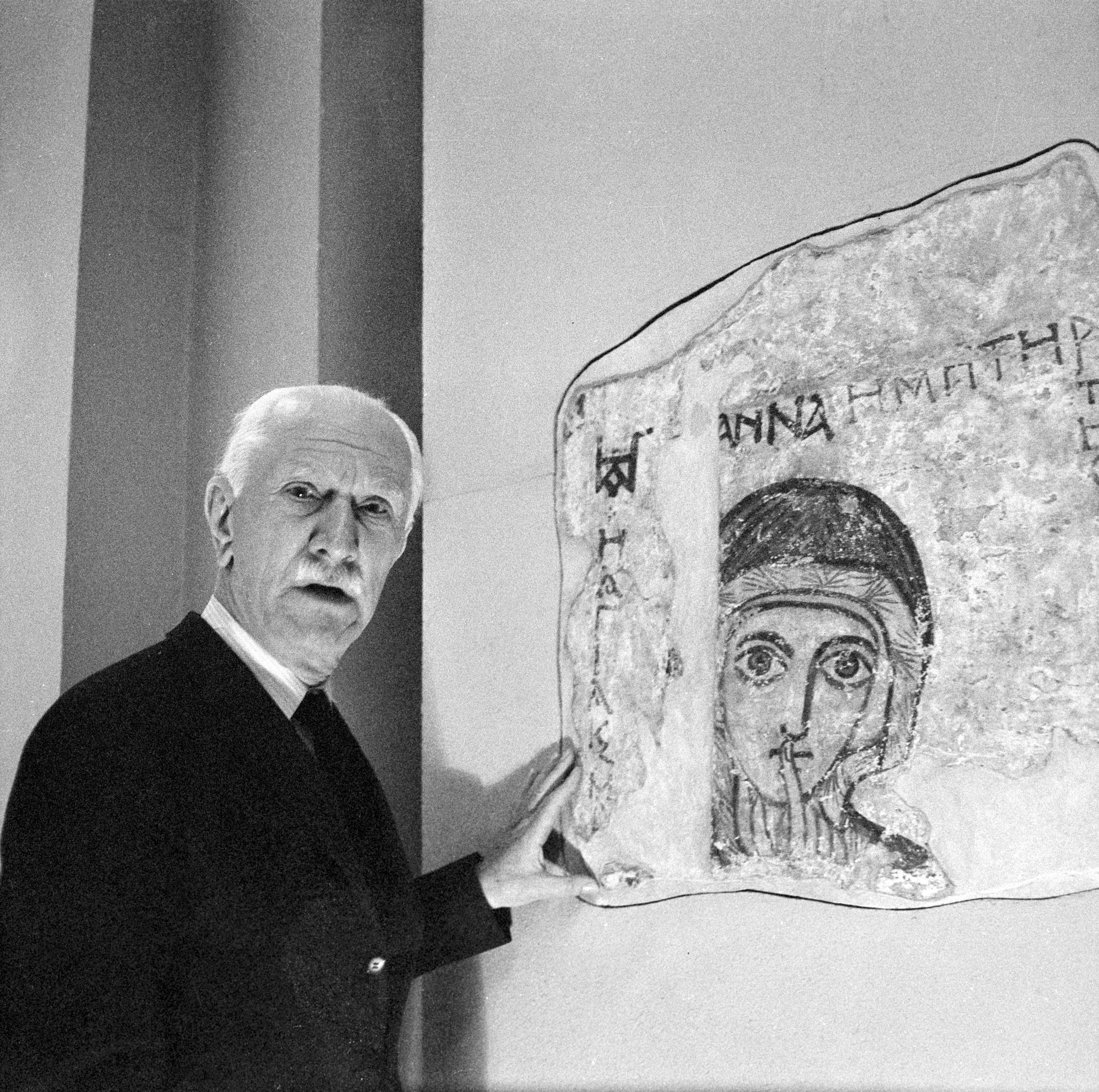
Kazimierz Michałowski Mitte der 1960er Jahre vor einem Wandbild aus Faras im Nationalmuseum Warschau.

Kazimierz Józef Marian Michałowski (* 11. November 1901 in Tarnopol; † 1. Januar 1981 in Warschau) war ein polnischer Klassischer Archäologe und Ägyptologe.

## Biographie
Michałowski studierte Klassische Archäologie und Kunstgeschichte an der Universität von Lemberg. Ferner studierte er an Universitäten und Instituten in Berlin, Paris, Heidelberg, Münster, Rom, Athen und Kairo. Seit 1933 war er Professor für Archäologie des Mittelmeerraumes an der Universität Warschau, von 1945 bis 1981 war er zugleich stellvertretender Leiter des Warschauer Nationalmuseums.
Michałowskis Interesse für Ägyptologie begann 1937, als er für zwei Jahre an der Ausgrabung von Tell Edfu teilnahm. Es war eine polnisch-französische Zusammenarbeit, die von ihm organisiert wurde. Die Ergebnisse dieser Expedition wurden später in drei Bänden veröffentlicht. Einige der Ausgrabungsstücke wurden in das Nationalmuseum nach Warschau gebracht.
Den Zweiten Weltkrieg verbrachte Michałowski im Gefangenenlager Woldenberg. Nach dem Ende des Zweiten Weltkrieges hatte er maßgeblichen Anteil am Wiederaufbau des akademischen Lebens in Polen. Er sorgte auch für den Aufbau einer Gemeinschaft, die sich der Erforschung mediterraner Kulturen verschrieb. 1959 gründete er in Kairo das polnische Zentrum für mediterrane Archäologie, das später nach ihm benannt wurde.
Später leitete Michałowski mehrere Ausgrabungen auf ägyptischem Boden. 1957 grub er in Tell Atrib, drei Jahre später in Alexandria. Im Zusammenhang mit dem Bau des Assuan-Staudamms und der bevorstehenden Flutung des Nassersees leitete er 1961 Ausgrabungen in Dabod und von 1961 bis 1964 in Faras an der ägyptisch-sudanesischen Grenze. Michałowski prägte den Begriff der „Nubiologie“ für die wissenschaftliche Disziplin, die sich mit den Hinterlassenschaften der antiken Zivilisationen am Mittellauf des Nils befasst. Er initiierte die erste Internationale Konferenz für Nubienforschung, auf der 1972 in Warschau die International Society for Nubian Studies (ISNS) gegründet wurde. 
Seit 1960 war Michałowski korrespondierendes Mitglied der Sächsischen Akademie der Wissenschaften. Er war Ehrendoktor mehrerer Universitäten (Cambridge, Strasbourg, Uppsala). Zu seinen Schülerinnen gehörte Barbara Ruszczyc.

## Veröffentlichungen
- Fouilles franco-polonaises. Tell Edfou 1938.
- Sztuka starożytna. 1955 (Kunst der Antike)
- Kanon w architekturze egipskiej. 1955 (Der Kanon in der ägyptischen Architektur).
- Fouilles polonaises. kilka tomów (od 1960).
- Faras I, Fouilles Polonaises 1961. Warschau 1961.
- Faras II, Fouilles Polonaises 1961–1962. Warschau 1965.
- Nie tylko piramidy. Sztuka dawnego Egiptu. 1966 (Nicht nur Pyramiden – Die Kunst Ägyptens).
- Faras. Centre artistique de la Nubie chretienne. 1966.
- mit Georg Gerster: Faras. Die Kathedrale aus dem Wüstensand. Benziger, Einsiedeln 1967.
- mit Andrzej Dziewanowski (Fotos): Palmyra. A. Schroll, Wien / Arkady / Warschau 1968.
- Art of Ancient Egypt. 1969.
  - Deutsche Ausgabe Ägyptische Kunst (= Ars Antiqua – Große Epochen der Weltkunst.). Herder, 1976.
- Arte y civilizacion de Egipto. 1969.
- Karnak. 1969.
- Luksor. 1971.
- Aleksandria. 1972.
- Piramidy i mastaby. 1972 (Pyramiden und Mastaben).
- Teby. 1974.
- Od Edfu do Faras. Polskie odkrycia archeologii śródziemnomorskiej. 1974 (Von Edfu bis Faras. Polnische Ausgrabungen der Archäologie des Mittelmeerraumes).
- Egypte. 1978.
- Wybór prac Opera Minora. 1990 (Auswahl der Abhandlungen).